# Trachea (djur)
Trachea är ett släkte av fjärilar som beskrevs av Ferdinand Ochsenheimer 1816. Trachea ingår i familjen nattflyn.

## Dottertaxa tillTrachea, i alfabetisk ordning[1][2]
- Trachea altivolans
- Trachea anguliplaga
- Trachea aqualani
- Trachea askoldis
- Trachea atriplaga
- Trachea atriplicis, Mållfly
  - Trachea atriplicis gnosis
  - Trachea atriplicis tristina
- Trachea atritornea
- Trachea auriplena
- Trachea bipectinata
- Trachea brunneicosta
- Trachea cavagnaroi
- Trachea chlorochrysa
- Trachea confluens
- Trachea conjuncta
- Trachea cyanelinea
- Trachea delicata
- Trachea derividata
- Trachea deviridata
- Trachea deviridella
- Trachea diffusa
- Trachea dinawa
- Trachea enarismene
- Trachea epixanthana
- Trachea espumosa
- Trachea eugrapha
- Trachea euryscia
- Trachea formosensis
- Trachea fuscogrisea
- Trachea gnoma
- Trachea gnostica
- Trachea hodita
- Trachea immaculata
- Trachea intensiva
- Trachea interna
- Trachea juncta
- Trachea kawadai
- Trachea kollari
- Trachea kosakka
- Trachea laurentii
- Trachea leucochlora
- Trachea leucodonta
- Trachea lobisemastis
- Trachea lucia
- Trachea lucilla
- Trachea lucipara
- Trachea luzonensis
- Trachea macrophtalma
- Trachea malezieuxi
- Trachea mancilla
- Trachea mediifascia
- Trachea melanospila
- Trachea microspila
- Trachea mnionia
- Trachea netuna
- Trachea nigrescens
- Trachea niphadothauma
- Trachea nivalis
- Trachea niveiplaga
- Trachea normalis
- Trachea novicia
- Trachea olbreusei
- Trachea polychroa
- Trachea prasinatra
- Trachea punctisigna
- Trachea punkikonis
- Trachea semiconfluens
- Trachea similis
- Trachea stieglmayei
- Trachea stoliczkae
- Trachea subfusca
- Trachea subviridis
- Trachea supera
- Trachea tanahratana
- Trachea terranea
- Trachea tessellata
- Trachea tokiensis
- Trachea toxaridia
- Trachea transcursa
- Trachea uscana
- Trachea viridata
- Trachea viridimaculata
- Trachea viridis
- Trachea viridisparsa
- Trachea yoshinoensis

## Bildgalleri

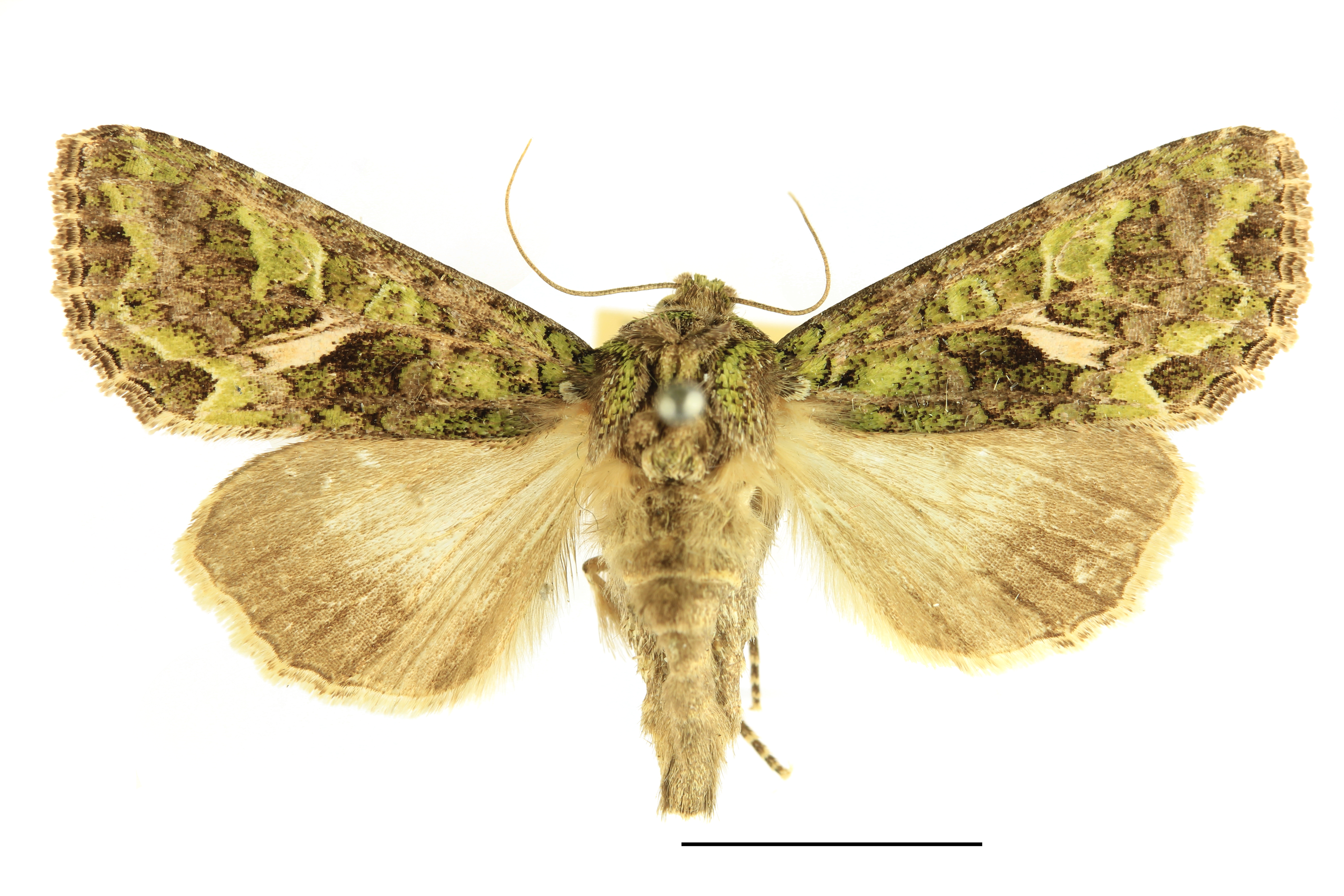
Trachea atriplicis, Mållfly
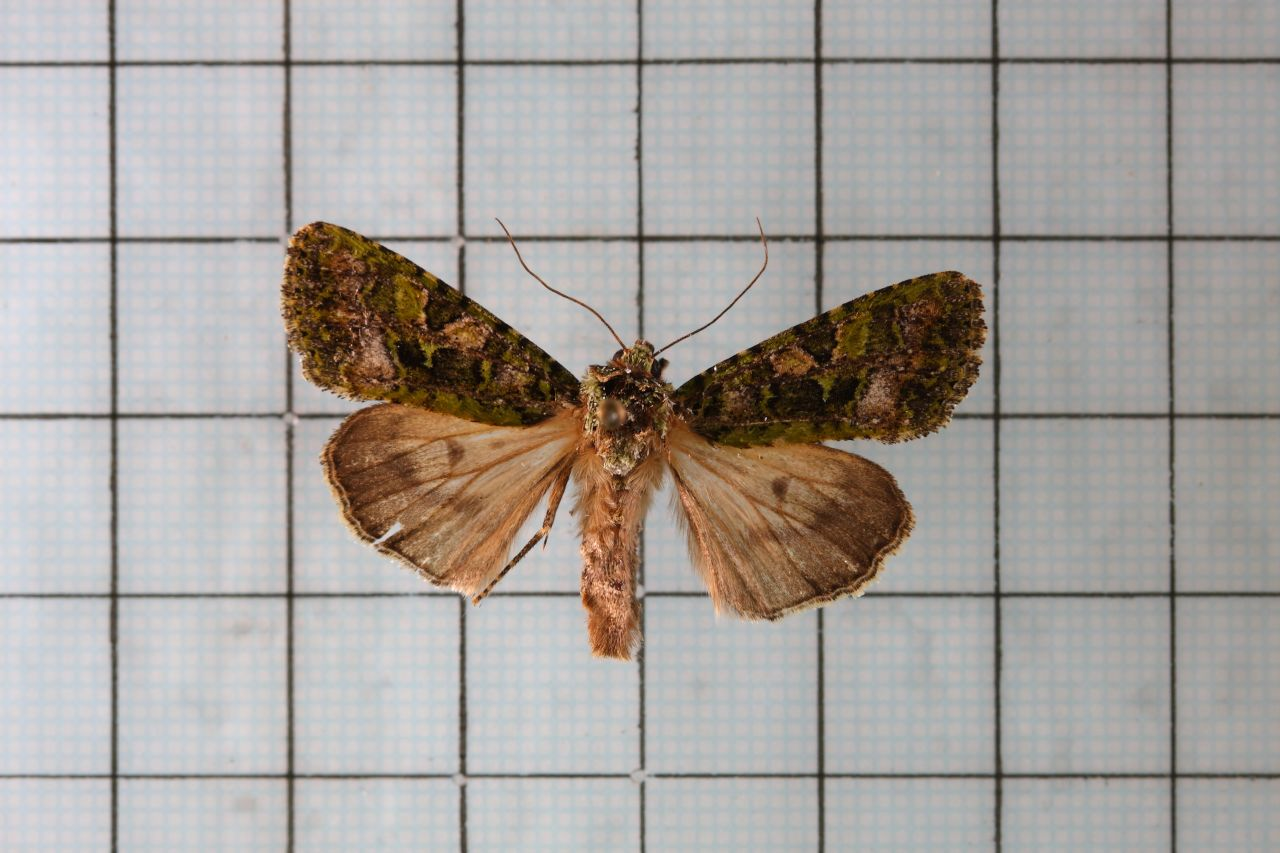
Trachea auriplena
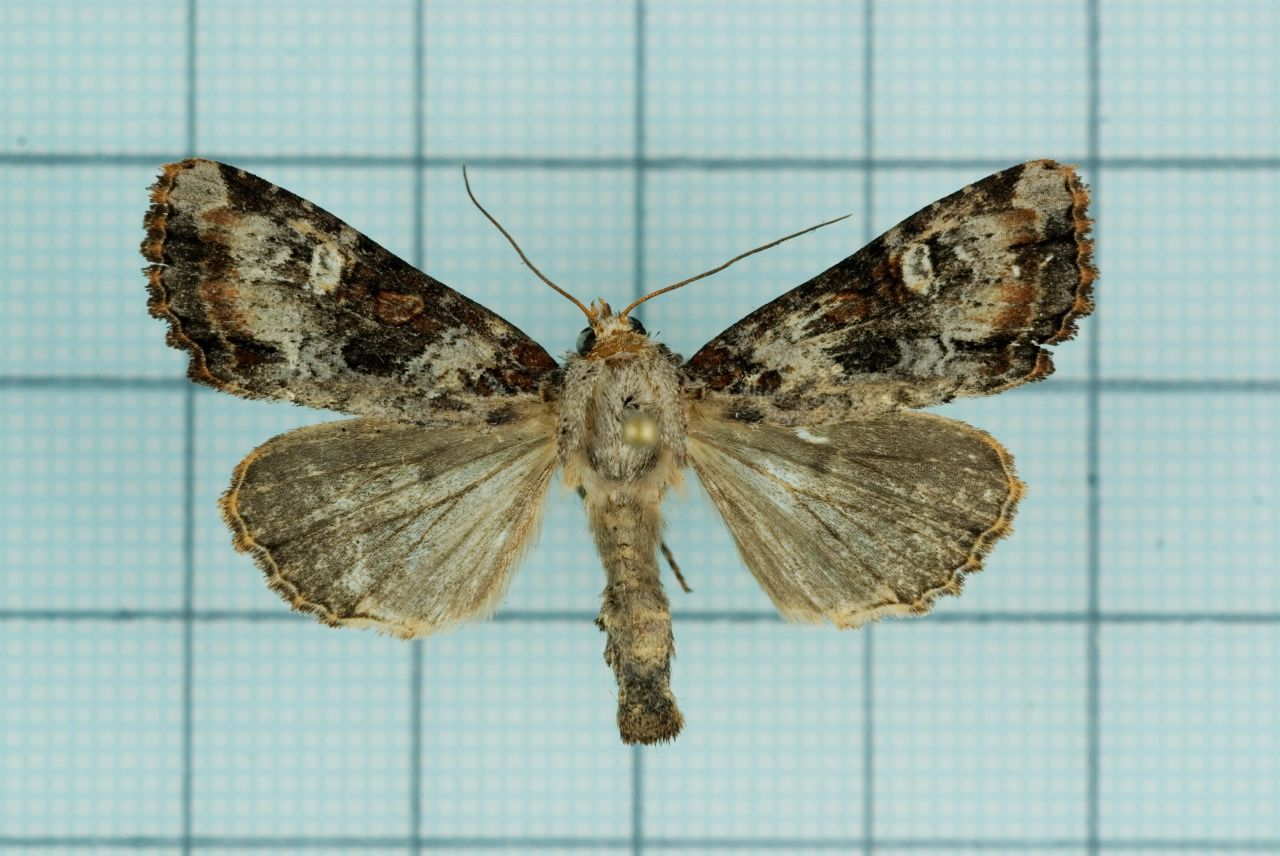
Trachea formosensis
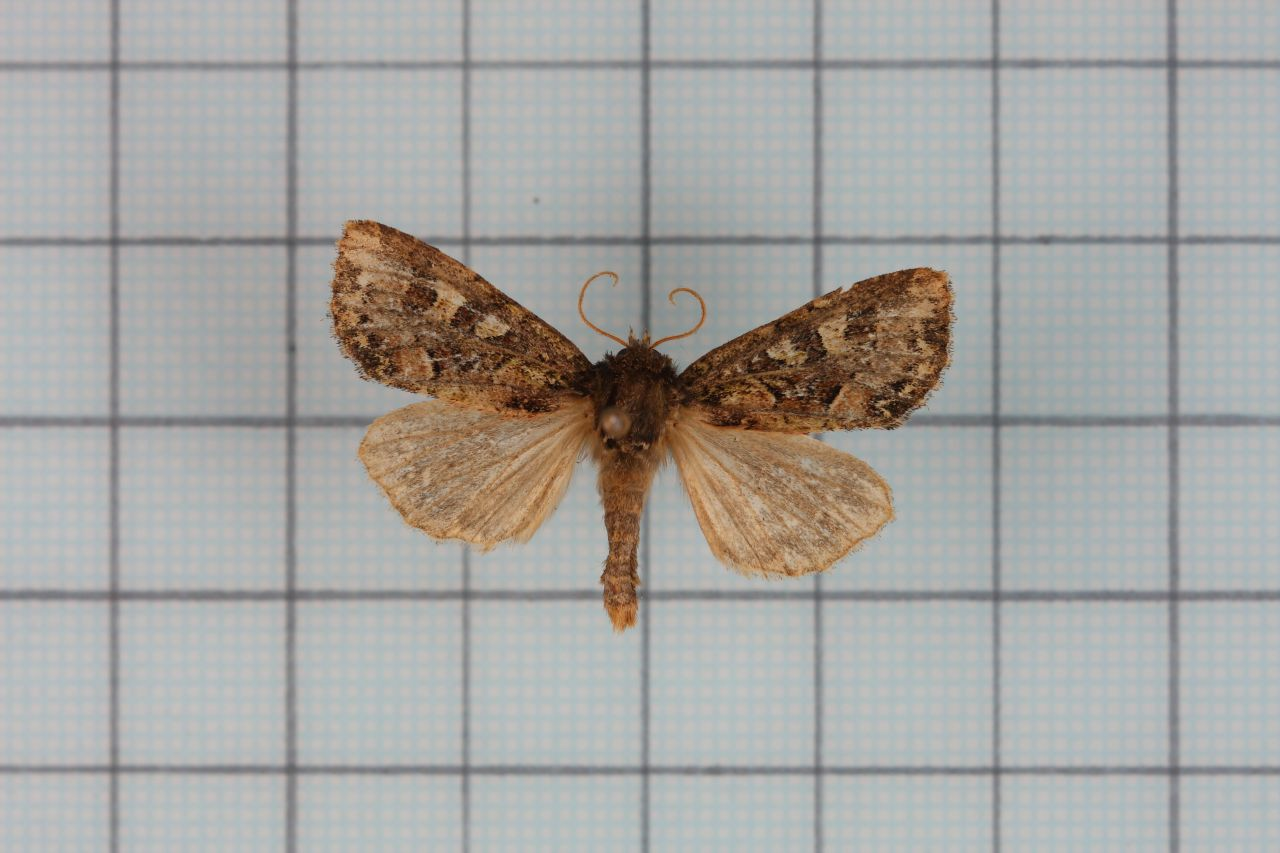
Trachea mediifascia
Trachea punkikonis